# Erysimum nevadense
Erysimum nevadense är en korsblommig växtart som beskrevs av Georges François Reuter. Erysimum nevadense ingår i släktet kårlar, och familjen korsblommiga växter.

## Underarter
Arten delas in i följande underarter:
- E. n. collisparsum
- E. n. fitzii
- E. n. gomezcampoi
- E. n. mediohispanicum
- E. n. merxmuelleri
- E. n. nevadense
- E. n. rondae

## Bildgalleri

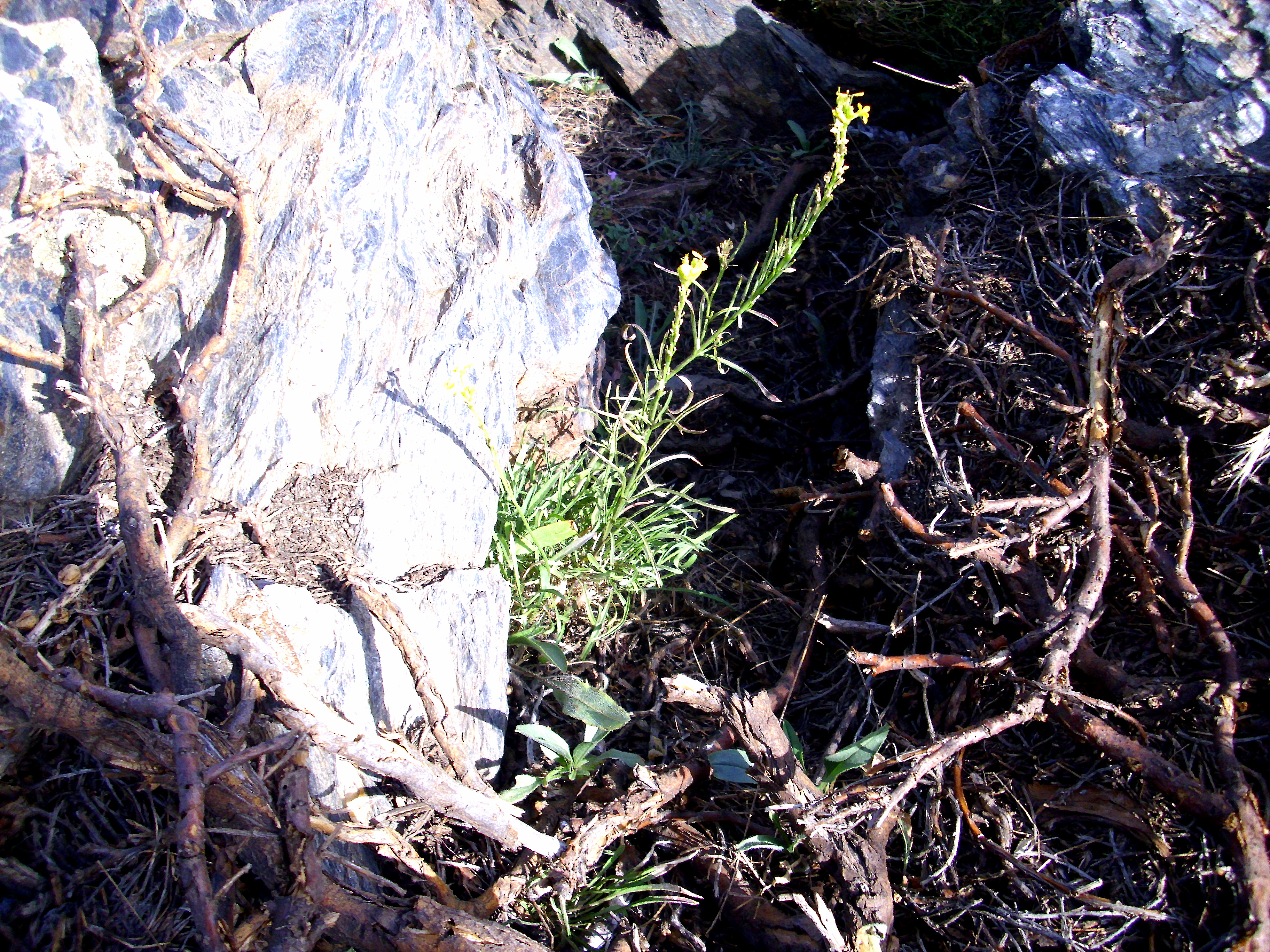
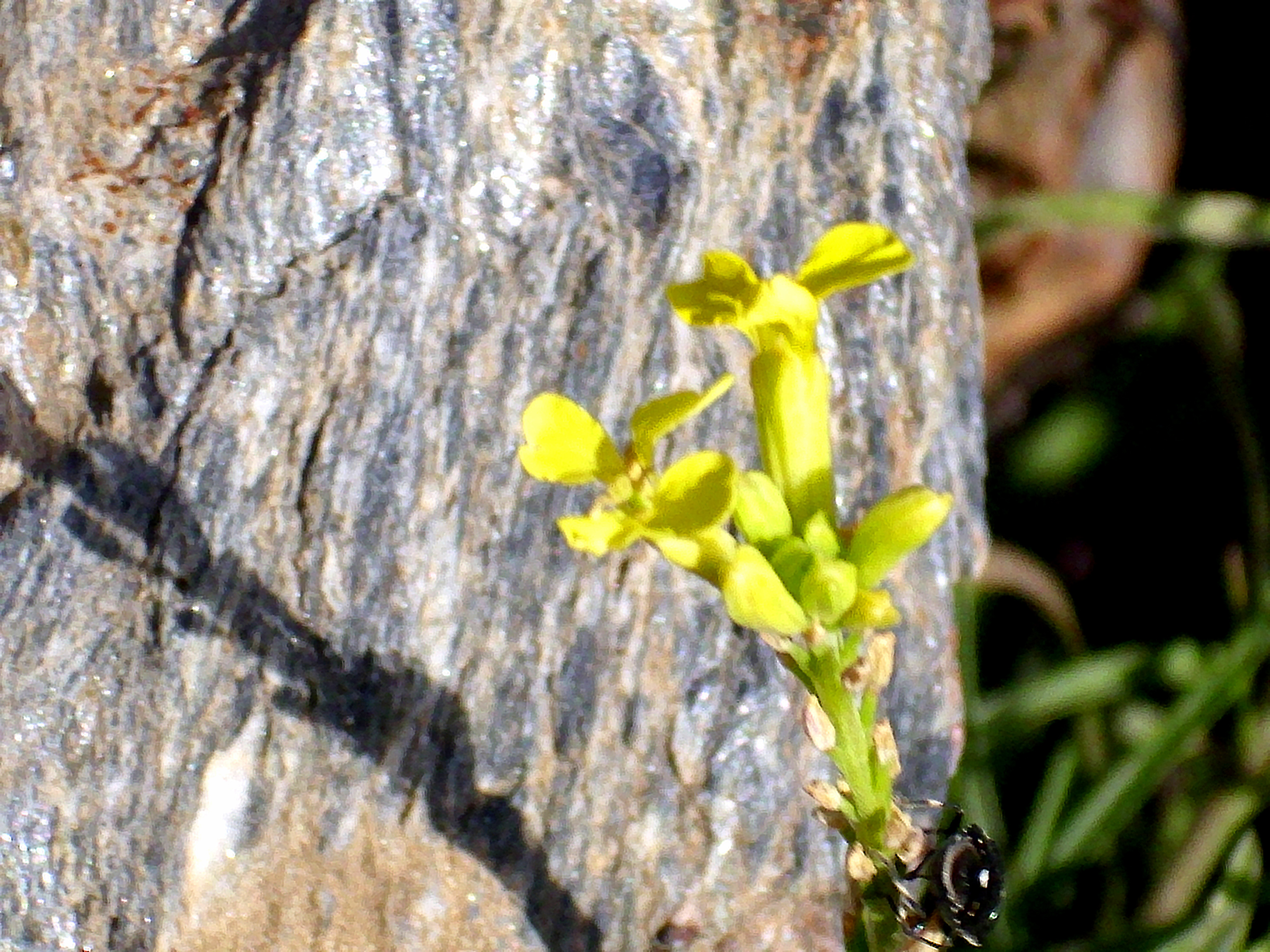
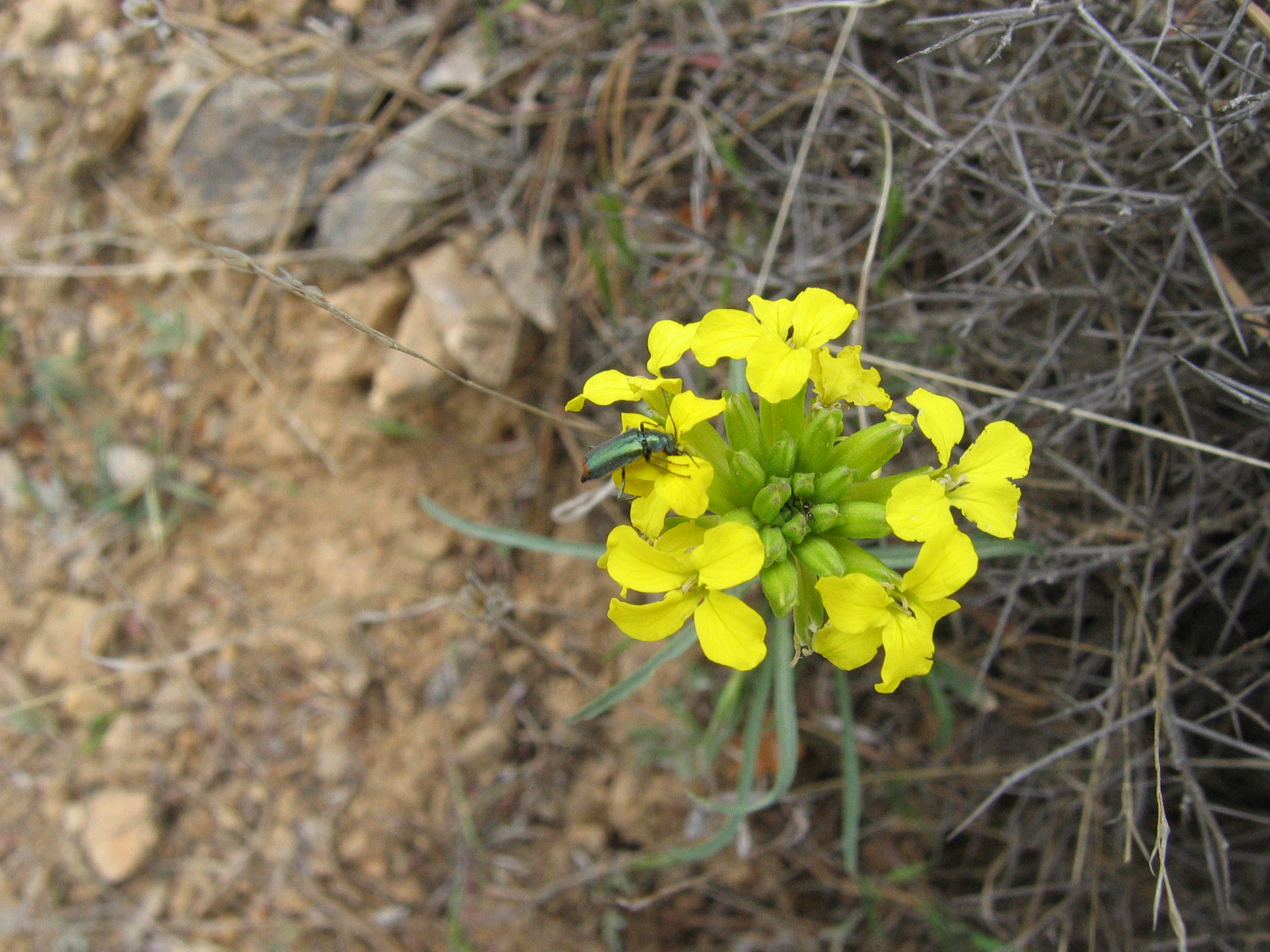